# Krasíkovice
Krasíkovice (en allemand : Krasikowitz) est une commune du district de Pelhřimov, dans la région de Vysočina, en République tchèque. Sa population s'élevait à 128 habitants en 2020.

## Géographie
Krasíkovice est arrosée par la Bělá, un affluent de la Želivka, et se trouve à 4 km au nord de Pelhřimov, à 27 km à l'ouest-nord-ouest de Jihlava à 90 km au sud-est de Prague.
La commune est presque entièrement englobée dans la ville de Pelhřimov, sauf au nord-ouest où elle est limitée par Červená Řečice .

## Histoire
La première mention écrite de la localité date de 1379.

## Transports
Par la route, Krasíkovice se trouve à 4,5 km de Pelhřimov, à 35 km de Jihlava et à 116 km de Prague.